# تاجیک ایر

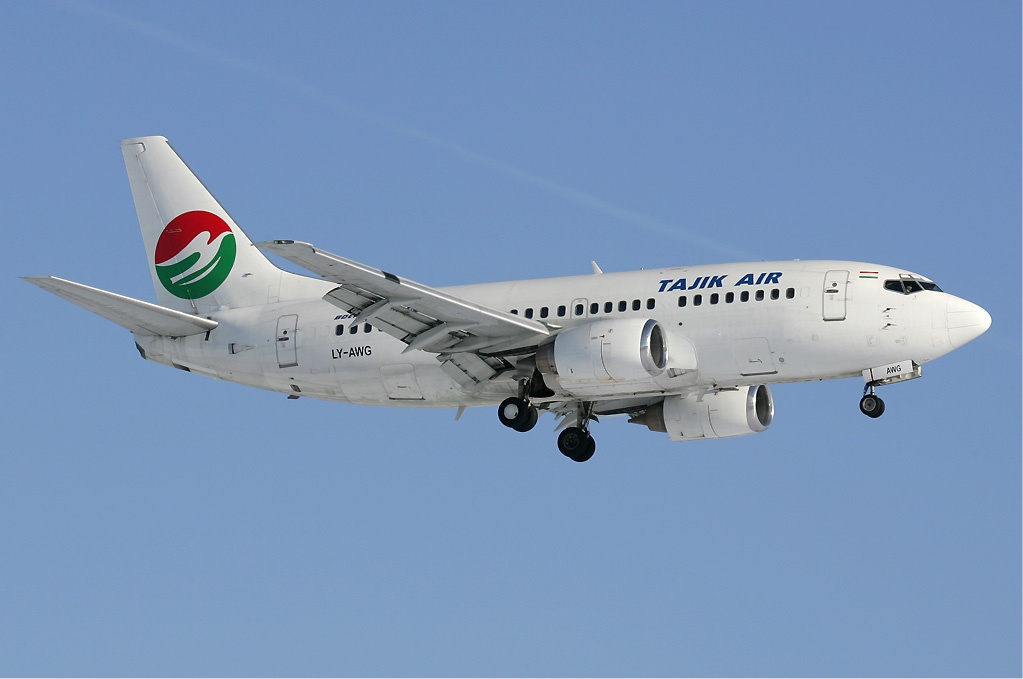
هواپیمای بوئینگ ۷۳۷ متعلق به تاجیک ایر

تاجیک ایر، (به انگلیسی: Tajik Air) شرکت هواپیمایی حامل پرچم تاجیکستان است، که در سال ۱۹۲۳ به‌عنوان شرکت تابعه‌ای از خطوط هواپیمایی آئروفلوت، راه‌اندازی شد و نخستین پرواز تجاری آن در تاریخ ۳ سپتامبر ۱۹۲۴ از شهر بخارا به دوشنبه انجام شد. این شرکت در سال ۲۰۱۲ بیش از ۳۳٫۳ میلیون مسافر را منتقل نموده است.
دفتر مرکزی شرکت تاجیک ایر در شهر دوشنبه، تاجیکستان قرار دارد و فرودگاه بین‌المللی دوشنبه و فرودگاه خجند، قطب‌های این شرکت هواپیمایی به‌شمار می‌آیند.
مالکیت شرکت تاجیک ایر به‌طور کامل در اختیار دولت تاجیکستان قرار دارد. این شرکت در حال حاضر در ناوگان هوایی خود، دارای ۱۵ فروند هواپیمای جت مسافربری است.

## مقصدهای پروازی

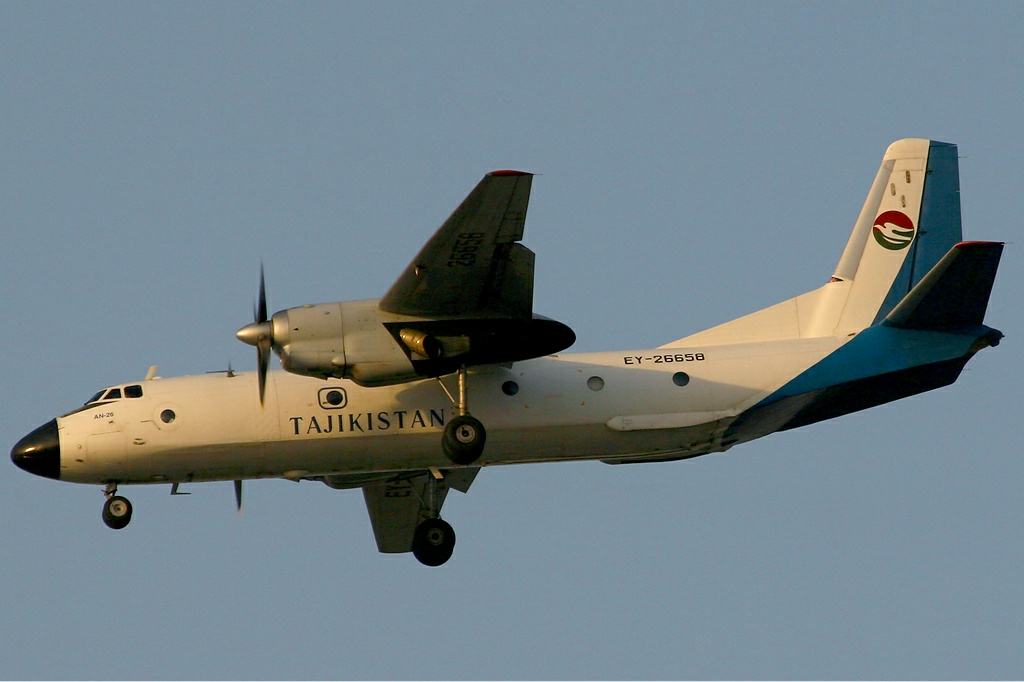
Antonov An-26

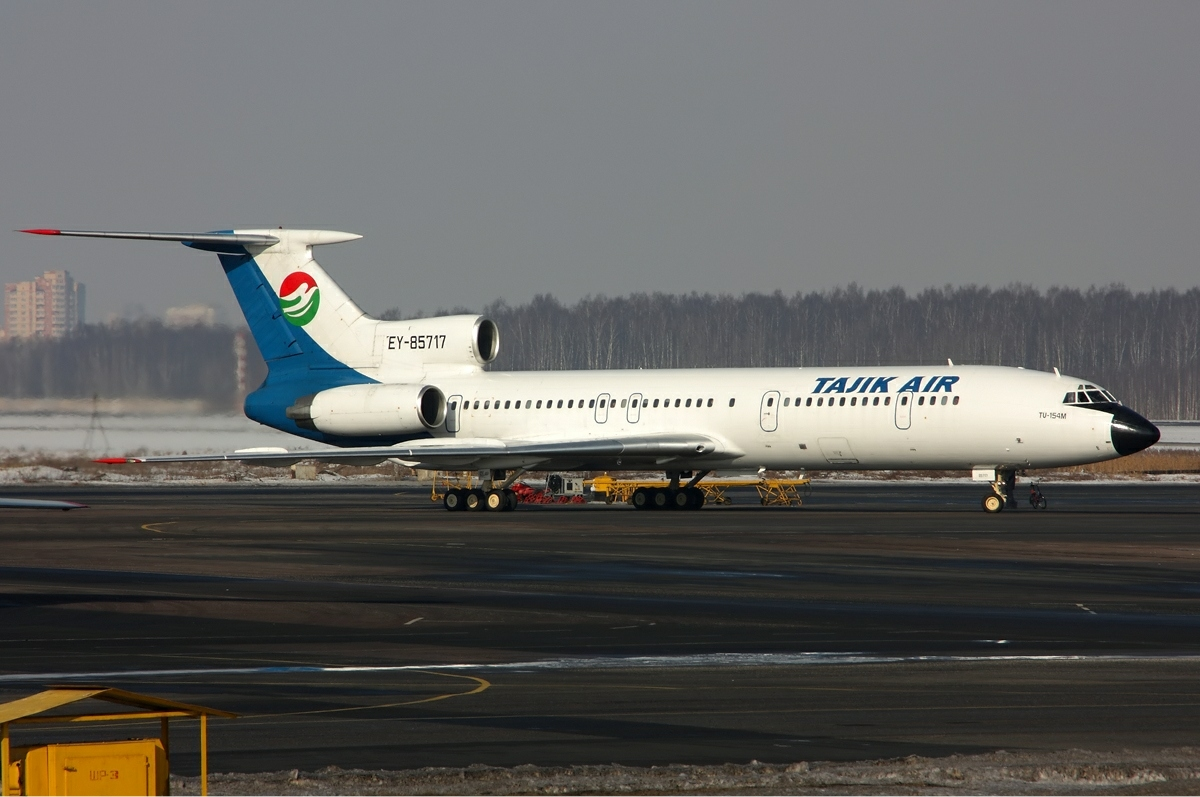
توپولف-۱۵۴

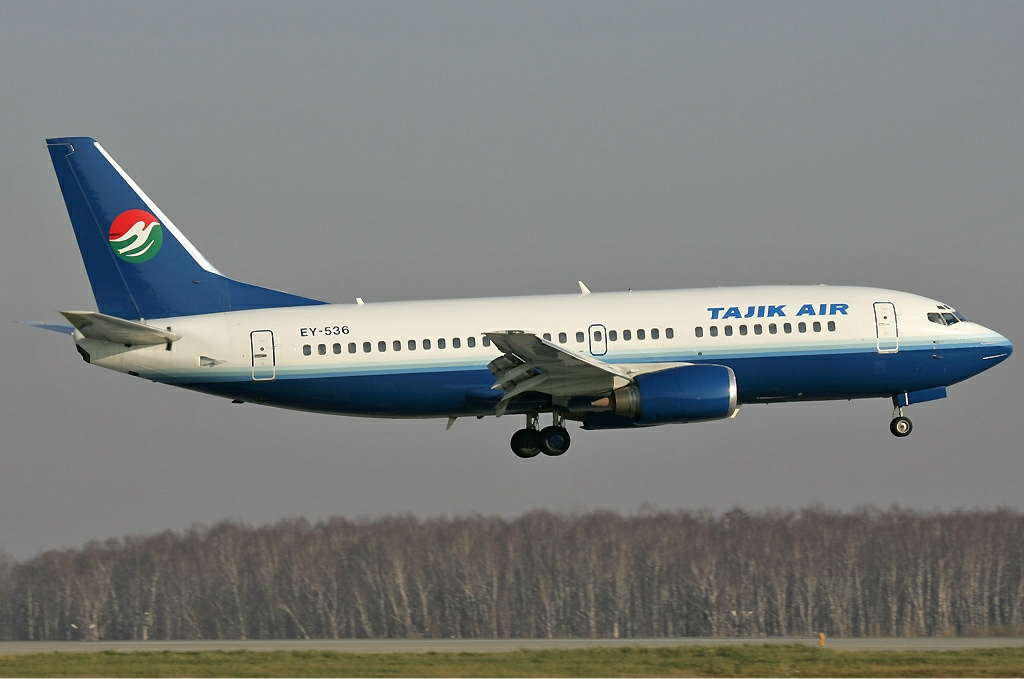
بوئینگ ۷۳۷ کلاسیک

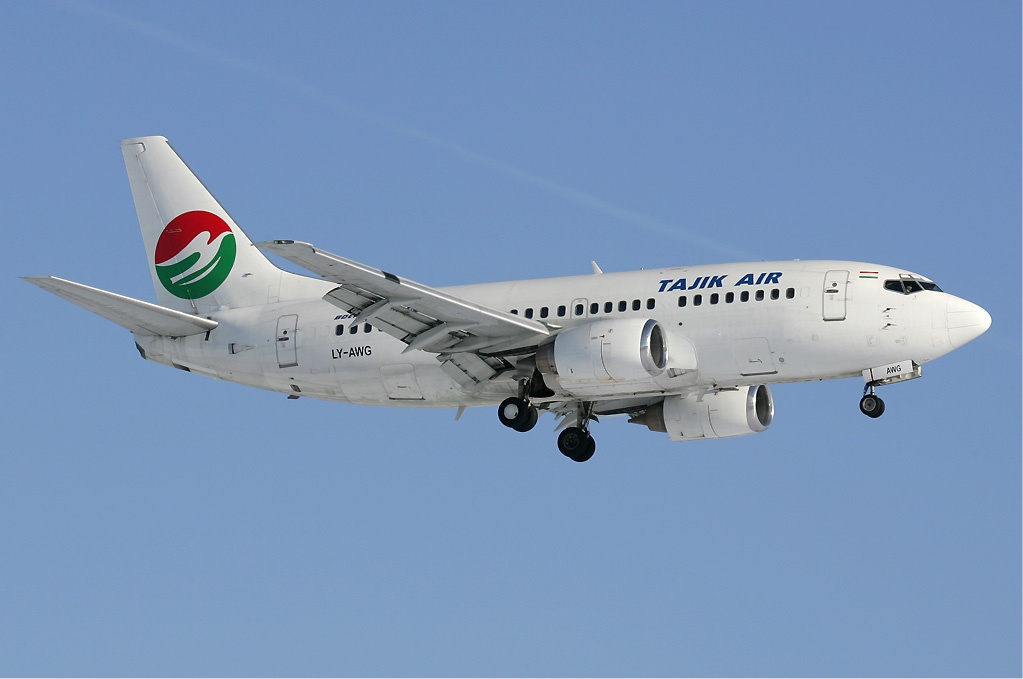
بوئینگ ۷۳۷ کلاسیک

مقصدهای پروازی تاجیک ایر به شرح زیر است (بر اساس داده‌های دسامبر ۲۰۱۴ میلادی):

### آسیا

#### آسیای مرکزی
قزاقستان
- آلماتی - فرودگاه بین‌المللی آلماآتی

 قرقیزستان
- بیشکک - فرودگاه بین‌المللی مناس

 تاجیکستان
- دوشنبه (تاجیکستان) - فرودگاه بین‌المللی دوشنبه قطب پروازی
- خجند - فرودگاه خجند
- قرغان‌تپه - فرودگاه بین‌المللی قرغان‌تپه

#### آسیای شرقی
چین
- اورومچی - فرودگاه بین‌المللی اورومچی دیووپو[۳]

#### آسیای جنوبی
هند
- دهلی - فرودگاه بین‌المللی ایندیرا گاندی[۳]

#### غرب آسیا
ایران
- تهران - فرودگاه بین‌المللی امام خمینی
- مشهد - فرودگاه بین‌المللی شهید هاشمی نژاد مشهد

### اروپا
روسیه
- مسکو - فرودگاه بین‌المللی دوموده‌دوو[۳]
- نووسیبیرسک - فرودگاه تولمچوا[۳]
- سن پترزبورگ - فرودگاه پالکوو
- سورگوت - فرودگاه بین‌المللی سورگوت
- یکاترینبورگ - فرودگاه کولتسوو

## ناوگان

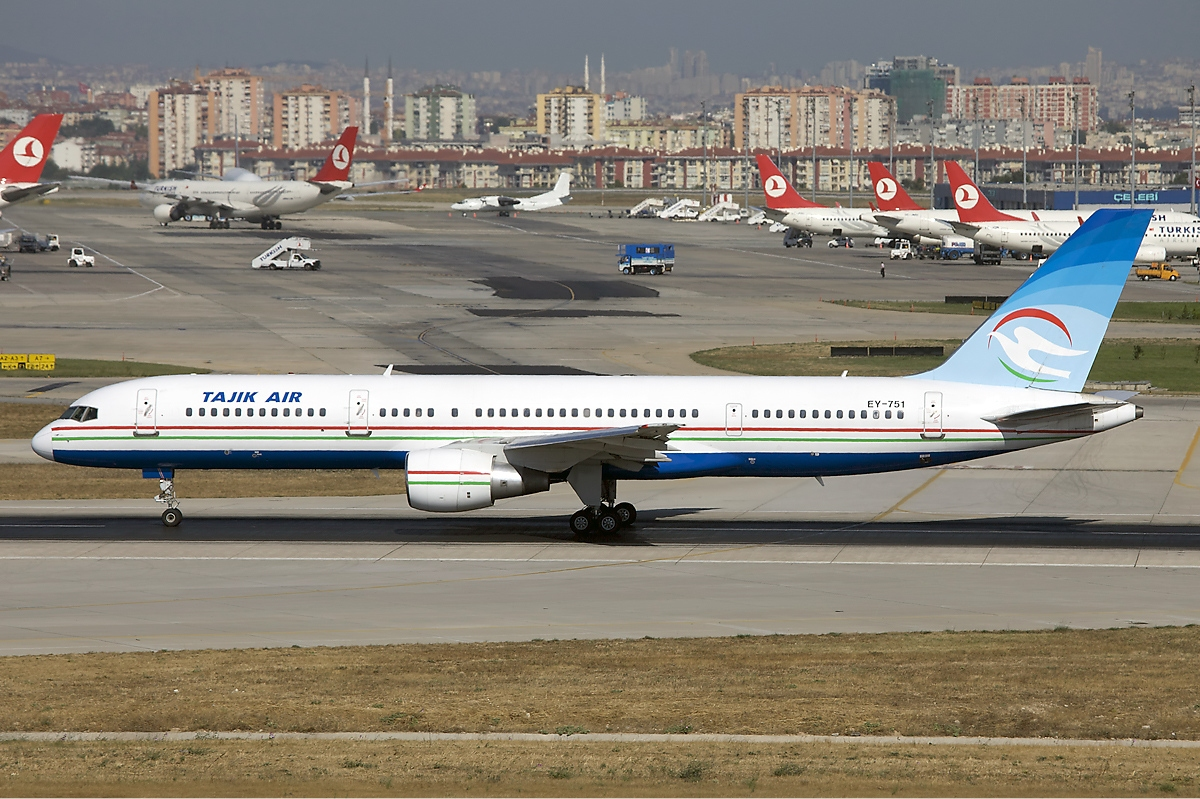
بوئینگ ۷۵۷–۲۰۰ تاجیک ایر در فرودگاه بین‌المللی آتاترک، ترکیه. (۲۰۰۹)

بر اساس داده‌های ژانویهٔ ۲۰۱۳ میلادی، ناوگان تاجیک ایر به شرح زیر است: